# Cloudbusting
Pour un article plus général, voir Discographie et vidéographie de Kate Bush.
Singles de Kate Bush
Running Up that Hill
(1985) Hounds of Love
(1986)
Pistes de Hounds of Love
Mother Stands For Compfort And Dream Of Sheep
Cloudbusting est une chanson écrite, produite et interprétée par Kate Bush, enregistrée en 1984 et sortie le 14 octobre 1985 au Royaume-Uni.
C'est le second titre de l'album Hounds of Love sorti en 1985. La chanson a atteint la 20e place du UK Singles Chart.

## Chanson
La chanson décrit une relation bien particulière entre un jeune garçon et son père, le psychologue Wilhelm Reich, arrêté devant lui avant d'être emprisonné. En 1973, son fils publie Un livre de rêves, l'histoire de son père, qui sera la source d'inspiration pour Kate Bush. Wilhelm Reich est l'inventeur du Cloudbuster, une machine censée pouvoir faire pleuvoir à volonté.

## Clip vidéo
Réalisé par Julian Doyle (en), le clip est conçu par Terry Gilliam et Kate Bush. L'acteur canadien Donald Sutherland joue le rôle de Wilhelm Reich, tandis que Kate Bush, déguisée, joue le rôle de son jeune fils. Le clip montre Wilhelm Reich mettre la dernière touche à son invention en haut d'une colline avant d'être arrêté sans avoir eu le temps de l'essayer. Alors que les policiers emmènent Reich en voiture, ce dernier aperçoit son fils qui active la machine, et il se met à pleuvoir à la fin du clip.
Le tournage a lieu dans le Vale of White Horse dans le comté d'Oxfordshire en Angleterre. Pour contacter Donald Sutherland, Kate Bush se débrouilla pour obtenir le nom de son hôtel auprès du coiffeur de Julie Christie qui fut sa partenaire dans Ne vous retournez pas en 1973. L'acteur tourna le clip bénévolement pour ne pas retarder le tournage par les formalités nécessaires à l'obtention d'un visa de travail.

## Dans la culture populaire
La chanson est utilisée en clôture, mais intégrée aux dernières scènes, de l'épisode 11 de la troisième saison de la série télévisée The Handmaid's Tale : La Servante écarlate intitulée Mensonges (Liars).
En 2001, le groupe de death-doom italien Novembre fait une reprise de la chanson dans son album Novembrine Waltz.

## Personnel
- Kate Bush – chant, chœurs, Fairlight CMI
- Stuart Elliott – batterie
- Charlie Morgan – batterie
- Paddy Bush – chœurs
- John Carder Bush – chœurs
- Del Palmer – chœurs
- Brian Bath – chœurs
- The Medici String Sextet – cordes
- David Lawson – arrangements des cordes et direction de l'orchestre

## Annexe